# Bebar Timur

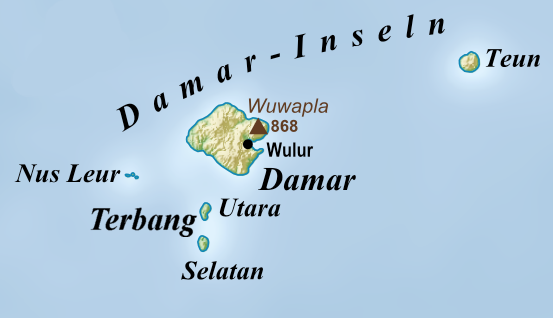
Die Damar-Inseln

Bebar Timur ist ein Desa auf der indonesischen Insel Damar. Bebar Timur liegt an der Nordostküste der Insel. Nördlich liegt, jenseits des Flusses Ajerkotta, das Nachbardorf Kumur. Südöstlich befindet sich der aktive Vulkan Wurlali (868 m).
Der Desa hat 961 Einwohner (2010). Die Menschen sprechen als Muttersprache die austronesische Sprache Ost-Damar (Damar-Wulur). Wie die gesamte Insel gehört Bebar Timur zum Kecamatan (Subdistrikt) Damar, Kabupaten (Regierungsbezirk) Südwestmolukken (Maluku Barat Daya), Provinz Maluku.
Der Engländer Francis Drake ankerte bei seiner Weltumseglung im Februar/März 1580 längere Zeit in Bebar, wo er freundlich empfangen wurde.